# Мамыт
Мамы́т — река в России и Казахстане, протекает в Оренбургской области. Устье реки находится в 110 км по левому берегу реки Орь. Длина Мамыта составляет 71 км.

## Данные водного реестра
По данным государственного водного реестра России, река относится к Уральскому бассейновому округу. Водохозяйственный участок реки — Урал от Ириклинского гидроузла до города Орск. Речного подбассейна Мамыт не имеет, его речной бассейн — Урал (российская часть бассейна).
Код объекта в государственном водном реестре — 12010000412112200003727.